# Tamurhydrelia acutipennis
Tamurhydrelia acutipennis är en fjärilsart som beskrevs av Inoue 1987. Tamurhydrelia acutipennis ingår i släktet Tamurhydrelia och familjen mätare. Inga underarter finns listade i Catalogue of Life.